# The Lark
The Lark (francese: L'Alouette) è un'opera teatrale del 1952 su Giovanna d'Arco del drammaturgo francese Jean Anouilh con musiche di scena di Leonard Bernstein.

## Storia
Fu presentata a Broadway in inglese nel 1955, con Julie Harris nei panni di Joan e Boris Karloff nei panni di Pierre Cauchon. È stata prodotta da Kermit Bloomgarden. Lillian Hellman ha realizzato l'adattamento inglese e Leonard Bernstein ha composto le musiche di scena. Le due star della commedia ripresero i loro ruoli in una produzione televisiva del 1957, come parte della serie antologica Hallmark Hall of Fame. Un diverso adattamento televisivo andò in onda nel 1958 in Australia. Esiste un'altra traduzione inglese di Christopher Fry.

## Riassunto della trama
Lo spettacolo riguarda il processo, la condanna e l'esecuzione di Giovanna d'Arco, ma ha un finale molto insolito. Giovanna ricorda eventi importanti della sua vita mentre viene interrogata e poi condannata a morte. Tuttavia Cauchon si rende conto, proprio mentre Giovanna brucia sul rogo, che nella fretta dei suoi giudici di condannarla, non le hanno permesso di rivivere l'incoronazione di Carlo VII di Francia. Il fuoco viene quindi spento e Giovanna ha una tregua. La vera fine della storia viene lasciata in discussione, ma Cauchon la proclama una vittoria per Giovanna.

## Produzione di Broadway del 1955
Il dramma fu presentato in anteprima a Boston al Plymouth Theatre il 28 ottobre 1955. Il critico del Boston Globe definì "ispirato" il personaggio principale di Julie Harris. Lo spettacolo fu poi lanciato a Broadway al Longacre Theatre il 17 novembre 1955, dove andò in scena per 229 spettacoli, chiudendo il 2 giugno 1956. Il cast della serata di apertura rimase per tutta la produzione, con la sola eccezione di Christopher Plummer il cui personaggio Warwick fu ripreso da Leo Ciceri.

### Cast della serata di apertura
| Ruolo                 | Attore              |
| --------------------- | ------------------- |
| Warwick               | Christopher Plummer |
| Cauchon               | Boris Karloff       |
| Joan                  | Julie Harris        |
| Suo padre             | Ward Costello       |
| Madre                 | Lois Holmes         |
| Fratello              | John Reese          |
| Il promotore          | Roger de Koven      |
| L'Inquisitore         | Joseph Wiseman      |
| Fratello Ladvenu      | Michael Higgins     |
| Robert de Beauricourt | Theodore Bikel      |
| Agnes Sorel           | Ann Hillary         |
| La giovane regina     | Joan Elan           |
| Il Delfino            | Paul Robeling       |
| Regina Yolande        | Rita Vale           |
| Arcivescovo di Reims  | Richard Nicholls    |
| Capitano La Hire      | Bruce Gordon        |
| Boia                  | Ralph Roberts       |
| Soldato inglese       | Ed Knight           |

## Adattamento TV australiano del 1958
Il dramma fu adattato per la TV australiana nel 1958.

## Premi e riconoscimenti

### Produzione Originale di Broadway
| Anno | Cerimonia di premiazione | Categoria                                         | Candidata/o    | Risultato       |
| ---- | ------------------------ | ------------------------------------------------- | -------------- | --------------- |
| 1956 | Tony Award               | Miglior attore protagonista in un'opera teatrale  | Boris Karloff  | Candidato/a     |
| 1956 | Tony Award               | Miglior attrice protagonista in un'opera teatrale | Julie Harris   | Vincitore/trice |
| 1956 | Tony Award               | Miglior regia di un'opera teatrale                | Joseph Anthony | Candidato/a     |
| 1956 | Tony Award               | Miglior scenografia di un'opera teatrale          | Jo Mielziner   | Candidato/a     |
| 1956 | Tony Award               | Migliori costumi di un'opera teatrale             | Alvin Colt     | Candidato/a     |